# Dunkl-Operator
Der Dunkl-Operator ist ein Differential-Differenz-Operator aus der Lie-Theorie, der einer endlichen Reflexionsgruppe eines Wurzelsystems zugeordnet ist. Er wurde 1989 von dem amerikanischen Mathematiker Charles F. Dunkl eingeführt.
In der Stochastik untersucht man die Dunkl-Prozesse, die càdlàg Markow-Prozesse sind, deren infinitesimaler Generator eine Summe von Dunkl-Operatoren ist.

## Dunkl-Operator
Wir betrachten {\displaystyle \mathbb {R} ^{d}} mit euklidischem Skalarprodukt {\displaystyle \langle \cdot ,\cdot \rangle } und Skalarproduktnorm {\displaystyle \|\cdot \|}.
Sei
- {\displaystyle R} ein Wurzelsystem in {\displaystyle \mathbb {R} ^{d}},
- {\displaystyle R_{+}} ein positives Teilsystem von {\displaystyle R},
- {\displaystyle G} die Spiegelungsgruppe von {\displaystyle R}, d. h. die Gruppe, die durch die Spiegelungen {\displaystyle \{\sigma _{\alpha }\mid \alpha \in R\}}, definiert durch

{\displaystyle \sigma _{\alpha }(x)=x-2{\frac {\langle \alpha ,x\rangle }{\|\alpha \|^{2}}}\alpha },
erzeugt wird,
- {\displaystyle k\colon R\to \mathbb {C} } eine Multiplizitätsfunktion, d. h. eine Funktion auf dem Wurzelsystem, die invariant unter {\displaystyle G} ist, d. h. {\displaystyle k(\sigma _{\alpha }(x))=k(x)}. Die Menge aller Multiplizitätsfunktionen bezeichnen wir mit {\displaystyle K},
- {\displaystyle D_{\xi }} die Richtungsableitung bezüglich eines Vektores {\displaystyle \xi \in \mathbb {R} ^{d}}.

### Dunkl-Operator
Sei nun {\displaystyle \xi \in \mathbb {R} ^{d}} und {\displaystyle k\in K} und {\displaystyle u\in C^{1}(\mathbb {R} ^{d})}. Der zugehörige Dunkl-Operator {\displaystyle T_{\xi }:=T_{\xi ,k}} ist definiert durch
{\displaystyle T_{\xi }u(x)=D_{\xi }u(x)+\sum _{\alpha \in R_{+}}k(\alpha )\langle \alpha ,\xi \rangle {\frac {u(x)-u(\sigma _{\alpha }x)}{\left\langle \alpha ,x\right\rangle }}.}
Da noch weitere Dunkl-Operatoren existieren, nennt man diesen auch rationaler Dunkl-Operator.

### Eigenschaften
Für ein fixes {\displaystyle k\in K} kommutiert der Dunkl-Operator, d. h für {\displaystyle u,v\in \mathbb {R} ^{d}} und {\displaystyle u,v\neq 0} gilt
{\displaystyle T_{u}T_{v}=T_{v}T_{u}.}

## Dunkl-Prozess
Für eine nichtnegative Multiplizitätsfunktion {\displaystyle k\in K} und Standardvektoren {\displaystyle e_{1},\dots ,e_{d}} definieren wir nun die Dunkl-Operatoren {\displaystyle T_{i}:=T_{e_{i}}} definiert für {\displaystyle u\in C^{1}(\mathbb {R} ^{d})} durch
{\displaystyle T_{i}u(x)={\frac {\partial u(x)}{\partial x_{i}}}+\sum _{\alpha \in R_{+}}k(\alpha )\alpha _{i}{\frac {u(x)-u(\sigma _{\alpha }x)}{\left\langle \alpha ,x\right\rangle }}.}
Der Dunkl-Laplace-Operator ist definiert als
{\displaystyle \Delta _{k}:=\sum \limits _{i=1}^{d}T_{i}^{2}.}
Der Dunkl-Prozess ist der Markow-Prozess {\displaystyle X=(X)_{t\geq 0}} mit dem infinitesimalen Generator
{\displaystyle L:={\frac {1}{2}}\Delta _{k}.}

### Beispiel
Für {\displaystyle u\in C_{c}^{2}(\mathbb {R} ^{d})}, eine Multiplizitätsfunktion {\displaystyle k} und einen Dunkl-Prozess {\displaystyle X} lautet der infinitesimale Generator explizit
{\displaystyle Lu(x)={\frac {1}{2}}\Delta u(x)+\sum _{\alpha \in R_{+}}k(\alpha )\left[{\frac {\langle \nabla u(x),\alpha \rangle }{\langle \alpha ,x\rangle }}+{\frac {u(\sigma _{\alpha }x)-u(x)}{\langle \alpha ,x\rangle ^{2}}}\right],}
wobei {\displaystyle \Delta } den gewöhnlichen Laplace-Operator auf {\displaystyle \mathbb {R} ^{d}} bezeichnet.

### Dunkl-Prozesse
- Léonard Gallardo, Marc Yor: A chaotic representation property of the multidimensional Dunkl processes. In: Institute of Mathematical Statistics (Hrsg.): The Annals of Probability. Band 34, Nr. 4, 2006, S. 1530–1549, doi:10.1214/009117906000000133.
- Margit Rösler, Michael Voit: Markov Processes Related with Dunkl Operators. In: Advances in Applied Mathematics. Band 21, Nr. 4, 1998, S. 575–643, doi:10.1006/aama.1998.0609 (sciencedirect.com).